# Iglesia de Nuestra Señora de las Mercedes (Caracas)
La Iglesia Nuestra Señora de Las Mercedes es un templo católico de Caracas, Venezuela ubicado en el casco central de esa ciudad en la esquina Las Mercedes de la Parroquia Altagracia del Municipio Libertador.

## Historia
La historia de la construcción data de 1614, cuando un grupo de mulatos se reúnen para construir, en un solar o casona, una ermita hecha de madera, pero en 1641 ésta quedó destruida por un sismo; poco después se reconstruiría la ermita, pero otro terremoto en 1766 la derribaría. Luego se hacen algunas reparaciones que resultan afectadas con el terremoto de 1812. Hasta 1825 funcionó un cementerio en la parte trasera de la iglesia, pero ese año seria clausurado. 
En 1857, se hace la reconstrucción del templo con base rectangular conservando sus tres naves con tres entradas y destacando elementos neoclásicos, pero un nuevo sismo afectó levemente la estructura en 1900. Al este del templo, el gobierno del general Antonio Guzmán Blanco construyó la Plaza Falcón (hoy plaza de Las Mercedes), en la cual se erigieron las estatuas del ingeniero Agustín Aveledo y del mariscal Juan Crisóstomo Falcón.
El 2 de agosto de 1960, es declarado mediante Gaceta Oficial como Monumento Histórico Nacional.